# Heels
Heels é uma futura série dramática de televisão americana com estreia marcada para 15 de agosto de 2021, na Starz.

## Sinopse
Dois irmãos e rivais, um vilão, ou "heel" no wrestling profissional, o outro um herói, ou "face" jogam partidas roteirizadas enquanto lutam pela promoção de wrestling de seu falecido pai e disputam a atenção nacional na pequena cidade da Geórgia.

## Elenco
- Stephen Amell como Jack Spade, um "heel" na Duffy Wrestling League (DWL) que é o irmão mais velho de Ace.[2][3]
- Alexander Ludwig como Ace Spade, um "rosto" na DWL que é o irmão mais novo de Jack.[2]
- Alison Luff como Staci Spade, esposa de Jack.[4]
- Chris Bauer como Wild Bill Hancock, uma ex-estrela do wrestling que se tornou olheiro profissional.[4]
- Allen Maldonado como Rooster Robbins, um lutador DWL estrela.[4]
- James Harrison como Apocalipse, um lutador experiente e desiludido.[4]
- Kelli Berglund como Crystal Tyler, um valete e interesse amoroso de Ace.[4]
- Mary McCormack como Willie Day, parceiro de negócios de Jack.[4]
- David James Elliott como Tom Spade, pai de Jack e Ace, um ex-lutador proprietário da DWL.[3]
- CM Punk como Ricky Rabies, lutador profissional de calcanhar.[5]
- Bonnie Somerville como Vicky Rabies, valete de Ricky.[5]

## Produção

### Desenvolvimento
Em 17 de fevereiro de 2017, foi anunciado que Starz havia dado o pedido direto para a série de Michael Waldron. As produtoras envolvidas na série foram Paramount Television e LBI Entertainment.  Em 7 de janeiro de 2020, Peter Segal foi definido para substituir Kyle Patrick Alvarez para dirigir a série. Em 2 de maio de 2021, Starz anunciou que a série estava marcada para estrear em 15 de agosto de 2021.

### Elenco
Em 19 de agosto de 2019, Stephen Amell foi escalado como Jack Spade. Em 15 de setembro de 2019, Alexander Ludwig foi escalado como Ace Spade. Em 7 de janeiro de 2020, Alison Luff foi escalada como Staci Spade. Em 11 de março de 2020, Chris Bauer, Allen Maldonado, James Harrison e Kelli Berglund se juntaram ao elenco. Em 25 de agosto de 2020, Mary McCormack foi escalada como Willie, parceiro de negócios de Ace.